# Мо Сизлак
Морис „Мо“ Лестър Сизлак (на английски: Morris (Moe) Lester Szyslak) – измислен персонаж от анимационния ситком „Семейство Симпсън“, озвучен от Ханк Азария. Образът му е базиран на комикса Рич Хол.
Мо е собственик и единствен служител (въпреки че веднъж се споменава, че и Чарлз Монтгомъри Бърнс е работил в бара) в таверната „При Мо“ (на англ. „Moe's“), в която прекарват времето си Хоумър Симпсън, Барни Гъмбъл, Карл Карлсон и Лени Ленард.
Мо няма собствен дом и живее в треторазрядния хотел „Регент“ (Moe’N’a Lisa), но е достатъчно заможен, за да си купи плазмен телевизор и дори кабриолет.
Мо е известен с голямото си нещастие в личен план и честите си опити за самоубийство, особено по Коледа. Той е депресиран от физическото си състояние и най-вече от грозното си (както сам описва "уродливо) лице. Правил е опит да се обеси, да премине с шейна през магистралата, да вмъкне главата си в газова печка и др.

## Биография
Корените и родословното дърво на Мо са доста разклонени и точния му произход остава неизвестен. Той може да има холандски, полски, руски и италиански корени. По думите на Мо предците му са били лични бармани на руския цар, което загатва руските му корени. В епизода „Lisa Goes Gaga“ той казва „само на половина чудовище, но и на половина арменец“, което потвърждава арменската кръв на Мо.
Той се счита за урод, но в 11 сезон се съгласява на пластична операция, след която започва да се снима в сериал. Там обаче лицето му е затиснато от сценичен декор, след което си връща старото лице. Друга версия разкрива, че когато мистър Бърнс идва в града на слон, той стъпва на лицето на Мо, от което произхожда традиционната му грозота.
В същото време буквосъчетанието SZ е характерно за някой източнославянски езици обозначава звук [ш] (подобно на английския със sh). Това показва, че името му трябва да се произнася като Шизлак, а не Сизлак. Замяната на буквата Ш със С вероятно е признак за чуждестранните корени на бармана, тъй като това е характерно за емигрантите, които целяли доближаване до коренното произношение на имената си.
Като дете той имал големи надежди за актьорска кариера, и дори се снима в сериала „Малките мошеници“, където има главна роля с прозвището „Стинки“, докато не бил уволнен поради случайното убийство на един от актьорите. Известно е, че той е бил изоставен в младежки лагер от родителите си (но се представя като младши възпитател).
По-късно Мо става готвач в училищната столова, където Мардж го снима да плюе в супата. След това е уволнен. Все пак след края на училището Морис влиза в Барманския колеж. След като го завършва съсредоточва усилията си в таверната „При Мо“.
След като таверната се развива Мо среща новопристигналата в Спрингфилд Една Крабапел. Той се влюбва в нея и я лъже, че е терапевт на пристрастени към алкохол. Те са готови да заминат заедно, но Една говори с Барт и решава да се посвети на децата. С Мо се разделят.

## „Moe's“
Интериора на сградата е съвсем оскъден. Тъмно е (както казва той „тъмно е, защото клиентите ми не искат да се виждат“) и мебелите са в тъмни нюанси. До прозорците се намират маси с канапета, а край дървения бар се намират столовете на които седят редовните клиенти на Мо. Чашите и шишетата зад бара, се оказват рисунки (или просто празни шишета). Основната напитка е бира „Дъф“, въпреки че веднъж по незнание продава няколкостотин годишно вино за няколко долара.
Таверната, както се изразява Мо е „дупка“. С него са свързвани много престъпни деяния като контрабанда на алкохол по време на „сухия“ режим, продажба на нелицензиран алкохол (лиценза е изтекъл през 1973 и при това е бил написан от самия Мо), нелегално казино, руска рулетка и дори хирургически кабинет. В същото време не веднъж бара е променян коренно, като например превръщането му в постмодерния бар „М“, превръщането в британски пъб и дори „Семейния ресторант на дядото на Мо“.

## Телефонните шеги на Барт
В ранните сезони на „Семейство Симпсън“ Барт често се шегува с Мо по телефона. Той често използва идиоми, които е трудно да се преведат без да се изгуби смисъла на израза. След като постепенно ролята на главен герой се измества от Барт на Хоумър, шегите отпадат като повтаряема сцена.
Шегите обикновено протичат така; Барт се обажда по телефона и търси несъществуващ човек, чието име произнесено звучи вулгарно. Мо не разбира, че се шегуват с него и вика човека. В бара следва смях, а той заплашва шегаджията със смърт описана по различен начин1.
- Al Coholic – Alcoholic (Алкохолик)
- Oliver Clothesoff – All of her clothes off (Свали всички дрехи от нея)
- I.P. Freely – I pee freely (Пишкам свободно)
- Jacques Strap – Jock strap (Бандаж)
- Seymour Butz – See more butts (Видях голям задник)
- Homer Sexual – Homosexual (Хомосексуалист)
- Mike Rotch – My crotch (Чатала ми)
- Hugh Jass – Huge ass (Огромна задница). Тази шега се обръща против Барта, когда мъж на име Хю Джес (Hugh Jass) действително се намира в бара и отвръща на обаждането.
- Amanda Kissinhugg – A man da kiss’n’hug (Мъж, който се целува и прегръща)
- Olly Tabugar – I’ll eat a booger (Аз ям въшки)
- Heywood U. Cuddleme – Hey would you cuddle me (Хей ще ме прегърнеш ли)
- Ivanna Tinkle – I wanna tinkle (Аз искам да пишкам)
- Atmo Sfera – Atmosfera (Атмосфера)

## Глас
Мо е първият глас, който Ханк Азария изиграва в шоуто. По-късно той става един от шестте основни гласови актьора в шоуто. На прослушването пред Мат Грьонинг и Сам Саймън той разиграва малка пиеса в която той е наркодилър и имитира гласа на Ал Пачино. На прослушването го харесват и му казват да направи гласа си малко по-дрезгав, докато се стига до днешното му звучене. Първоначално за глас бил предназначен актьора Кристофър Колинз, който записал само няколко реда като Мо, които обаче никога не са излъчвани.